# کونیشین
کونیشین (به چکی: Koněšín) یک منطقهٔ مسکونی در جمهوری چک است که در منطقه تربیچ واقع شده‌است.
 کونیشین ۱۱٫۲۴ کیلومتر مربع مساحت و ۴۶۸ نفر جمعیت دارد و ۴۳۸ متر بالاتر از سطح دریا واقع شده‌است.